# 白沙坑
白沙坑，是臺灣彰化縣花壇鄉的一個傳統地域名稱，位於該鄉北部偏東。相較於今日行政區，其範圍大致包括白沙村、文德村、長沙村、岩竹村。

## 歷史
台灣清治末期至日治初期，白沙坑地區為一街庄，稱為「白沙坑庄」，隸屬於燕霧上堡。該庄北與大埔庄、南門口庄為鄰，東及南與橋仔頭庄為鄰，西南邊一小段與茄苳腳庄為鄰，西邊為口庄。
清領時期因此處屬燕霧上堡，堡行政中心設白沙坑溪南庄（今文德村），轄二十四庄，曾共組民間團練的聯庄部隊，稱「白沙坑二十四庄」，亦見「燕霧二十四庄」之紀錄。
1901年（日治明治三十四年）11月，該庄隸屬於彰化廳。1909年（明治四十二年）10月，改隸屬於臺中廳。1920年（大正九年），該庄改制為「白沙坑」大字，隸屬於臺中州彰化郡花壇庄。
戰後花壇庄改制為花壇鄉，隸屬於彰化縣，大字亦改制為村。

## 交通
省道台1線（中山路二段）又稱「縱貫公路」，是台北至屏東楓港的幹道，大致以北北西—南南東走向經過本地區西部邊界地帶，往北可前往彰化、清水、頭份等地，往南可前往員林、西螺、斗南等地。
縣道137號（彰員路三段～二段）是彰化至二水源泉的道路，大致以北北西—南南東走向經過本地區中西部地帶，往北可前往彰化，往南可前往員林、田中、二水等地的八卦台地山麓地帶。
縣道139號（環山路）是新港至鹿谷初鄉的道路，大致以西北—東南走向經過本地區東北部邊界地帶，往北可前往彰化、新港，往東南轉南可前往南投、集集、鹿谷等地。
縣道144甲線（中正路）是福興至花壇赤塗崎的道路，其東側端點位於本地區南部赤塗崎的縣道137號路口，往西繞過花壇車站可前往員林大排接縣道144號本線。

## 學校
- 花壇國中
- 花壇國小（大部分）
- 白沙國小

## 廟宇
- 白沙坑文德宮（土地公廟）
- 白沙坑富美宮

## 註解
1. ↑  依據2007年5月出版的《彰化縣花壇鄉行政區域圖》：在白沙村西北部，省道台1線極靠近其邊界線土地公溪；在文德村的溪南街與台1線路口北側，有一小段邊界線就在台1線上；在長沙村西南部，有約300公尺邊界線就在台1線上。